# 16154 Dabramo
16154 Dabramo è un asteroide della fascia principale. Scoperto nel 2000, presenta un'orbita caratterizzata da un semiasse maggiore pari a 3,2014132 UA e da un'eccentricità di 0,0488747, inclinata di 6,16731° rispetto all'eclittica.
L'asteroide è dedicato al matematico e fisico italiano Germano D'Abramo.